# 第102飛行隊 (イスラエル空軍)
イスラエル空軍 第102飛行隊（102 Squadron） は、イスラエル航空宇宙軍の飛行隊である。
別名として、フライングタイガー・スコードロン（Flying Tiger Squadron）とも呼ばれる。

## 歴史
第102飛行隊は、飛行隊に付けられた番号が若いことから第一次中東戦争の頃から編成されていたと考えられるが、初期の活動記録は不明である。
1967年後半から1968年頃に掛けて、第102飛行隊はA-4H スカイホークを運用する飛行隊として編成された。
1973年の第四次中東戦争ではエジプト・シリア両軍に配備されたソ連製の地対空ミサイルにより多数の損害を出しながら戦った。この戦争で第102飛行隊は20機のA-4と7名のパイロットを失った。
1975年頃には第102飛行隊のA-4はA-4Nに更新された。第102飛行隊はこれ以降もA-4Nを運用した軍事作戦に従事し、イスラエル軍で最も遅くまでA-4の運用を続けている飛行隊となっていた。2005年頃からは第102飛行隊のA-4/TA-4は高等練習機として運用されるようになった。
2012年に、イスラエル軍はA-4/TA-4の後継となる高等練習機として、イタリア、アレーニア・アエルマッキ製のM-346 "ラビ"の導入を決めた。2015年末には第102飛行隊の最後のA-4が退役した。
2016年3月頃よりイスラエル空軍へのM-346の部隊配備が開始され、イスラエル空軍飛行学校および第102飛行隊で運用されている。